# Tomtens tekniska fabrik
Tomtens tekniska fabrik, även Fabriken Tomten, var en kemisk-teknisk fabrik i Gårda i Göteborg. Den grundades 1897 i Jönköping, verkade i Göteborg från 1901 och lades ner som egen fabrik 1942.
Man tillverkade rengöringsmedel och andra preparat för hus och hem. Bland varumärkena fanns Tomteskur (inom segmentet "skurpulver"), Häxans putsmedel och Tomtebloss.

## Historik
Verksamheten grundades i Jönköping 1897, av Alexander Lagerman jr (1859–1919), under namnet Kraft-tvål-fabriken. Lagermans far, Alexander Lagerman, hade varit en av de ledande namnen bakom skapandet av tändsticksstaden Jönköping. Man förlade 1901 verksamheten till Göteborg, till att börja med i den gamla artillerikasernen i Otterhällan där Televerkets byggnad senare reste sig.

### Flytt till Gårda
Fem år senare flyttade man till Gårda öster om Mölndalsån, till det som då var känt som Rosenlundska fabriken. Där hamnade man i ett industriområde och blev granne med bland annat en trikåfabrik, ett spinneri och en remfabrik. Man verkade då under det nya namnet Fabriken Tomten, vars reklamtomte formgavs av Adolv Braunschwig.
| Vänster: Fabriken Tomten i Göteborg, ca 1910-talet. Höger: Tomteskur med rekursiv bild. |  | Vänster: Fabriken Tomten i Göteborg, ca 1910-talet. Höger: Tomteskur med rekursiv bild. |
| Vänster: Fabriken Tomten i Göteborg, ca 1910-talet. Höger: Tomteskur med rekursiv bild. |  |                                                                                         |

År 1908 blev ingenjören Erik Magnus delägare i Fabriken Tomten, och tre år senare blev företaget aktiebolag med Magnus som hälftenägare. När Lagerman avled 1919 blev Magnus VD för företaget. Under tiden hade företaget vuxit i storlek, och redan efter 1906 år sysselsattes cirka 60 arbetare där. En kemist som utbildats i Tyskland ansvarade för fabrikens laboratorium, medan fyra resande säljare var anställda för att sprida fabrikens produkter ut runt i Sverige. Årsomsättningen var för den tidens mått mätt ansenliga 200 000 kronor, man köpte årligen packlådor för 8 000 kronor och trycksaker för 33 000 kronor.
1922–1923 fick man nya fabrikslokaler, en fyra våningar hög tegelbyggnad med klocktorn ritad av arkitekt Carl Ritzén. Själva klocktornet ritades av Arvid Bjerke, som några år senare kom att ansvara för utformningen av Carlanderska sjukhemmet. Magnus nära vän Wilhelm Stenhammar komponerade musikstycken för tornets klockspel, med benägen hjälp av Ture Rangsröm. Av tornets klockor, som gjutits av klockgjutare Ohlsson i Ystad, är den största av dem inskriften "Idogt arbete, lycka och glädje manar min malmklang".

### Verksamhet
Bolaget tillverkade en rad hushållsprodukter. Man var verksam inom tre olika segment, med hälsoprodukter och parfymer, en hushållsavdelning och en "delikatessavdelning". Produkterna var fördelade enligt följande:
- Hälsoprodukter och parfym: sundhetssalt, giktliniment, dermabalm (hudmedel), schampo, eau de cologne och finare tvålar.
- Hushållsavdelning: skurpulver (Tomteskur), kraftskurtvål, metallputsmedel (Häxan) och tvättmedel.
- Delikatessavdelning: Nannas bakpulver,[1] vaniljextrakt, fruktextrakt, vaniljsocker, vinäger, apelsinsaft, lemonadpulver (Tomtebrus), samt gelé- och puddingpulver.

Dessutom tillverkades bläck, skokräm, vapenfett, malmedel (Destroyer), Tomtens Flugfångare och putspomada. Storsäljare var rengöringsmedlet Tomteskur, Häxans putsmedel och Tomtebloss, vilka finns kvar som varumärken än idag.

### Senare historia
Tillverkningen flyttade från Göteborg 1942. Verksamheten hade då gått upp i Kema-Bolagen, och Tomten gick slutligen upp i Kema AB (senare KemaNobel) 1953. Kema AB var ett holdingbolag grundat 1929 för Barnängens Tekniska Fabrik, Liljeholmens Stearinfabriks AB, Fabriken Tomten, AB Lars Montén, Alexander Lagerman j:r AB och AB Eneroth & co i Göteborg.
Den gamla fabrikstomten köptes i början av 1980-talet av Skanska, och 1984 bildades bostadsrättsföreningen Tornhuset. Alla fabriksbyggnader utom det med klocktornet revs på 1980-talet, och 1986 stod nya hus med bostadsrätter klara i deras ställe. Tornhuset byggdes om till gemensamhetslokaler. Samtidigt restaurerades tornets klockor, vars tre melodier tidigare hörts morgon, middag och kväll fram till 1956. Efter att bostadsrättsföreningen invigts 1986, började klockspelet återigen låta enligt gammalt mönster.
Som ytterligare ett spår av den gamla skurmedelsfabriken minner flera av gatorna i området. Dessa bär namn som Tomtegatan, Fabriksgatan och Tritongatan; triton var huvudingrediens i Tomtens Skurpulver.